# Mount Vernon (Geòrgia)
Mount Vernon és una població dels Estats Units a l'estat de Geòrgia. Segons el cens del 2000 tenia 2.082 habitants.

## Demografia
Segons el cens del 2000, Mount Vernon tenia 2.082 habitants, 704 habitatges, i 461 famílies. La densitat de població era de 195,1 habitants/km².
Dels 704 habitatges en un 35,9% hi vivien nens de menys de 18 anys, en un 42,5% hi vivien parelles casades, en un 19,9% dones solteres, i en un 34,4% no eren unitats familiars. En el 28,4% dels habitatges hi vivien persones soles el 9,8% de les quals corresponia a persones de 65 anys o més que vivien soles. El nombre mitjà de persones vivint en cada habitatge era de 2,56 i el nombre mitjà de persones que vivien en cada família era de 3,19.
Per edats la població es repartia de la següent manera: un 26,4% tenia menys de 18 anys, un 22% entre 18 i 24, un 25,9% entre 25 i 44, un 16,9% de 45 a 60 i un 8,9% 65 anys o més.
L'edat mediana era de 26 anys. Per cada 100 dones de 18 o més anys hi havia 82,9 homes.
La renda mediana per habitatge era de 26.466 $ i la renda mediana per família de 33.750 $. Els homes tenien una renda mediana de 27.112 $ mentre que les dones 19.766 $. La renda per capita de la població era d'11.509 $. Entorn del 18,3% de les famílies i el 23,5% de la població estaven per davall del llindar de pobresa.

## Poblacions més properes
El següent diagrama mostra les poblacions més properes.